# کاتناغبیور، آراگاتسوتن
کاتناغبیور (به ارمنی: Կաթնաղբյուր) یک شهرک در ارمنستان است که در استان آراگاتسوتن واقع شده‌است. کاتناغبیور در ۴۲ کیلومتری شمال غرب آشتاراک، مرکز استان آراگاتسوتن واقع شده‌است.

## خصوصیات
کاتناغبیور ۱٬۳۱۸ نفر جمعیت دارد و در ارتفاع ۱۷۲۰ متر بالاتر از سطح دریا قرار گرفته‌است.
| سال   | ۱۸۳۱ | ۱۸۹۷ | ۱۹۲۶ | ۱۹۳۹ | ۱۹۵۹ | ۱۹۷۰ | ۱۹۷۹ | ۲۰۰۱ | ۲۰۰۴ | ۲۰۰۸ |
| جمعیت | ۷۵   | ۶۸۱  | ۴۵۶  | ۹۱۰  | ۹۴۰  | ۱۲۲۰ | ۱۳۷۴ | ۱۳۴۷ | ۱۵۸۰ | ۱۳۱۸ |

## جاذبه‌های تاریخی

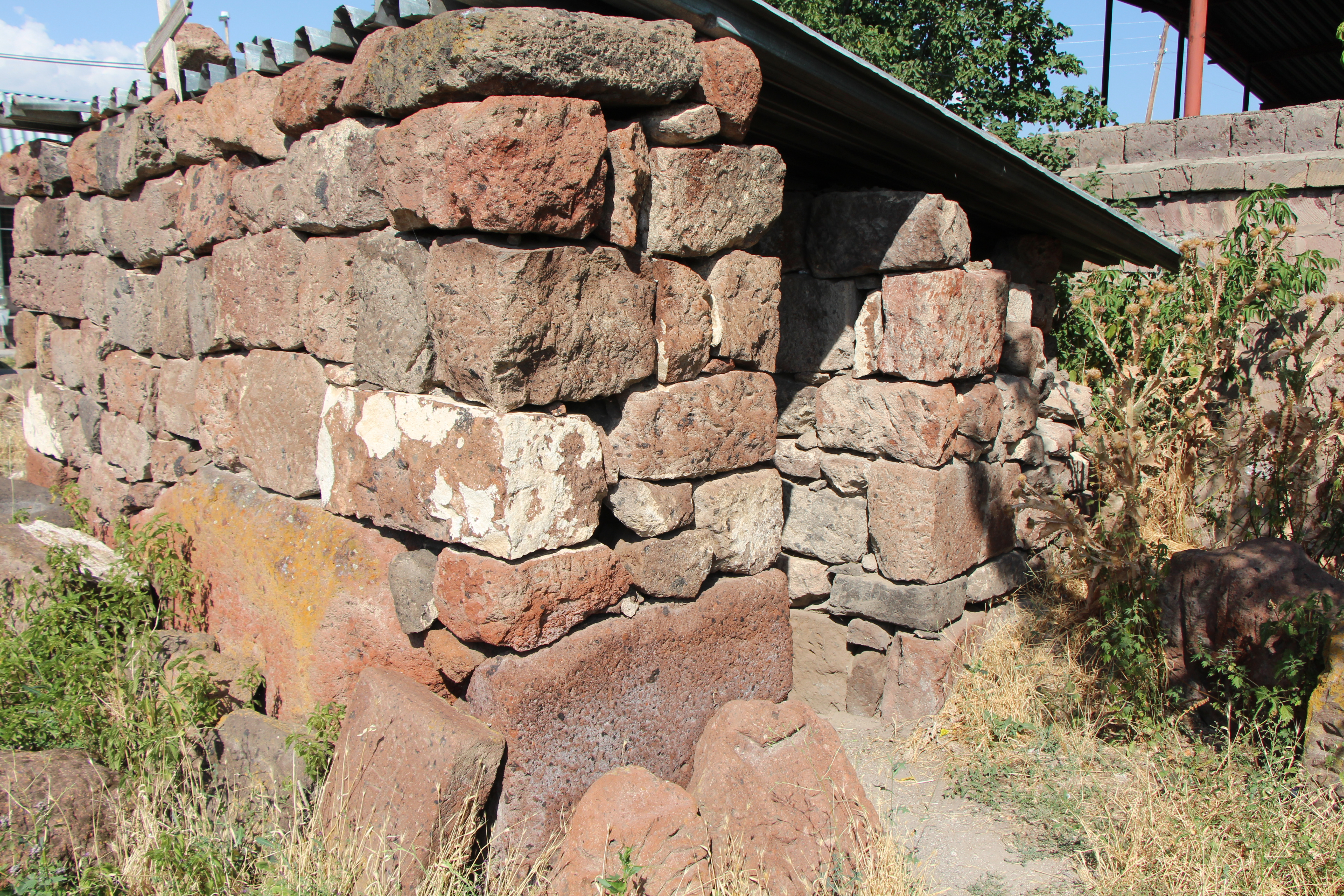
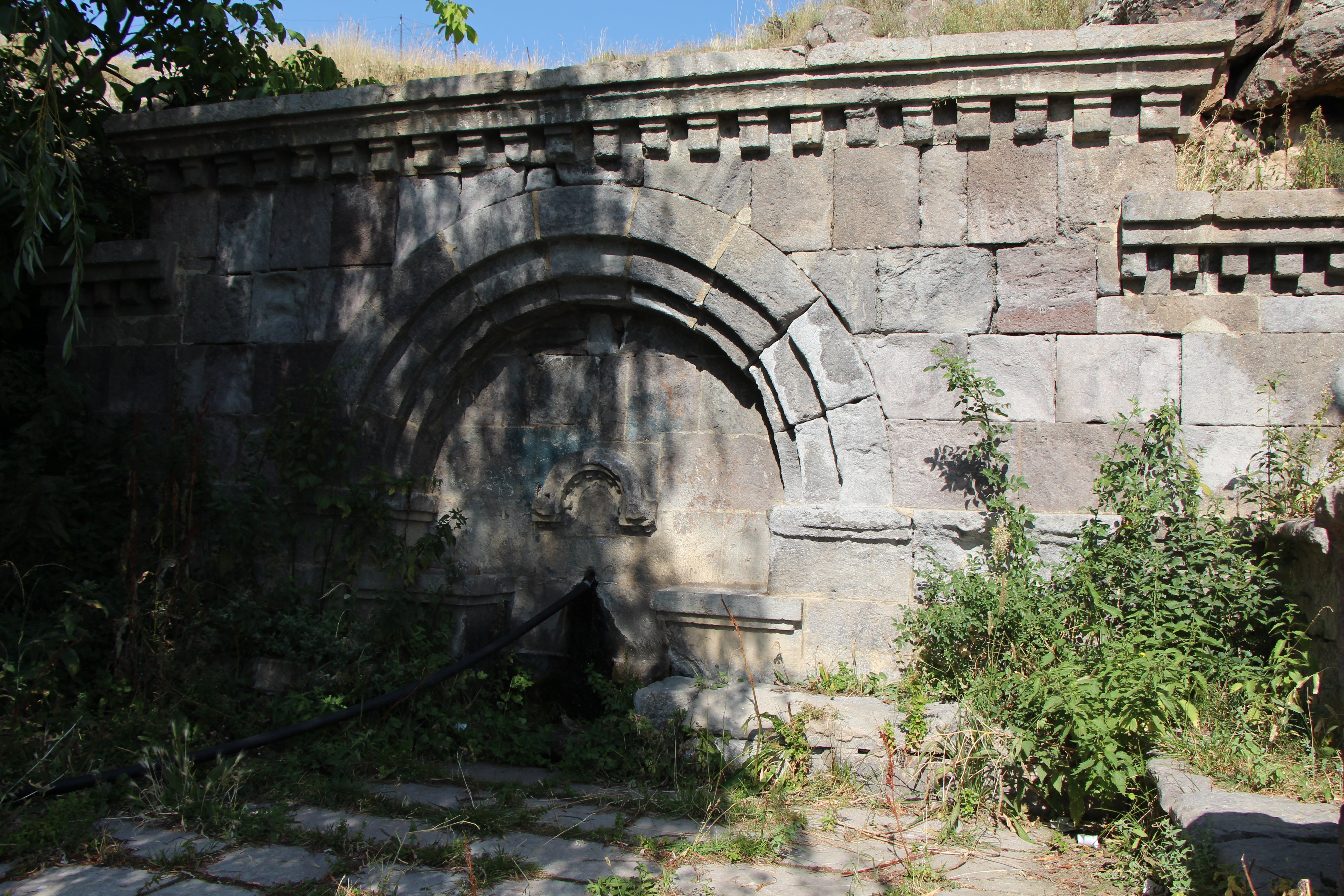
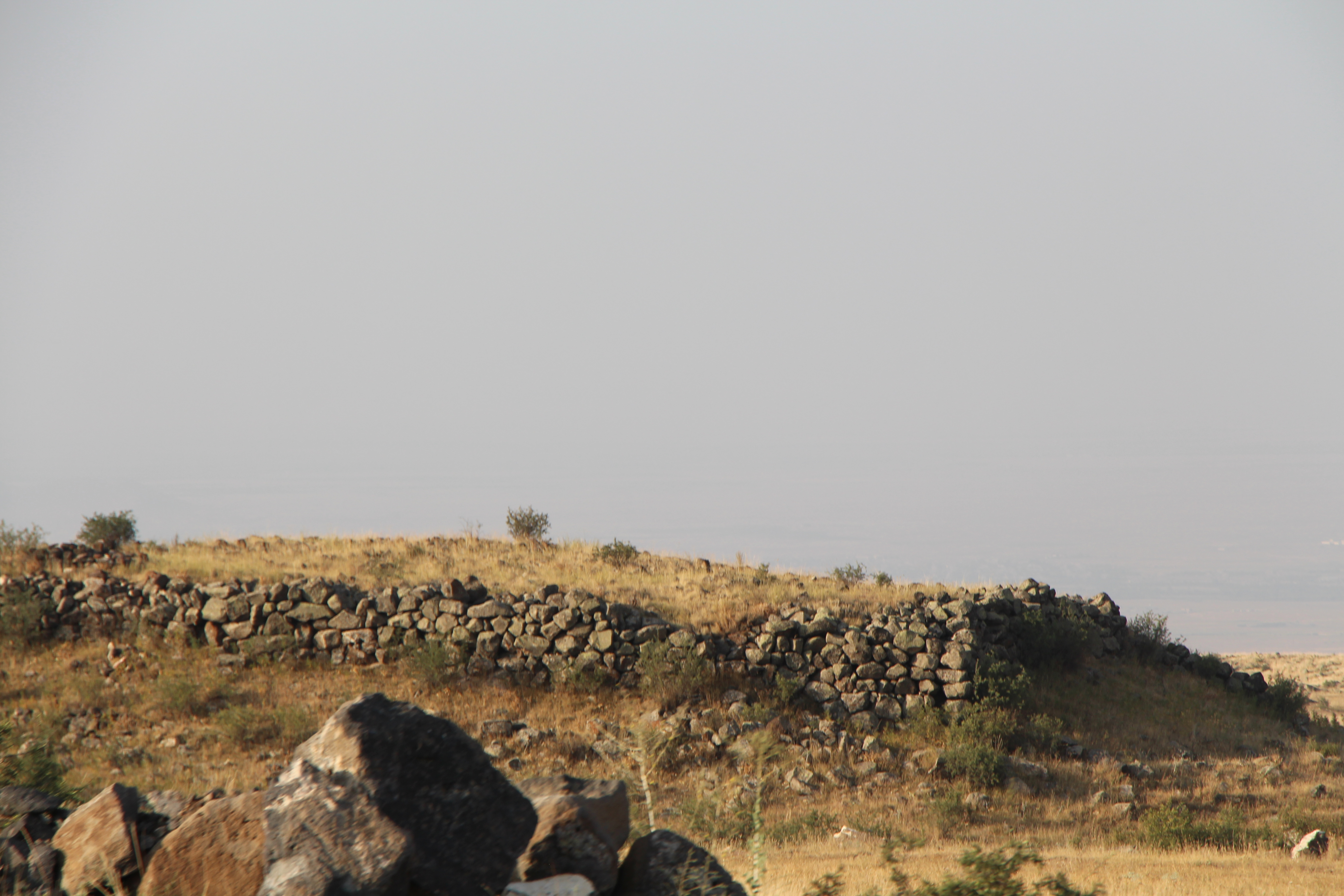
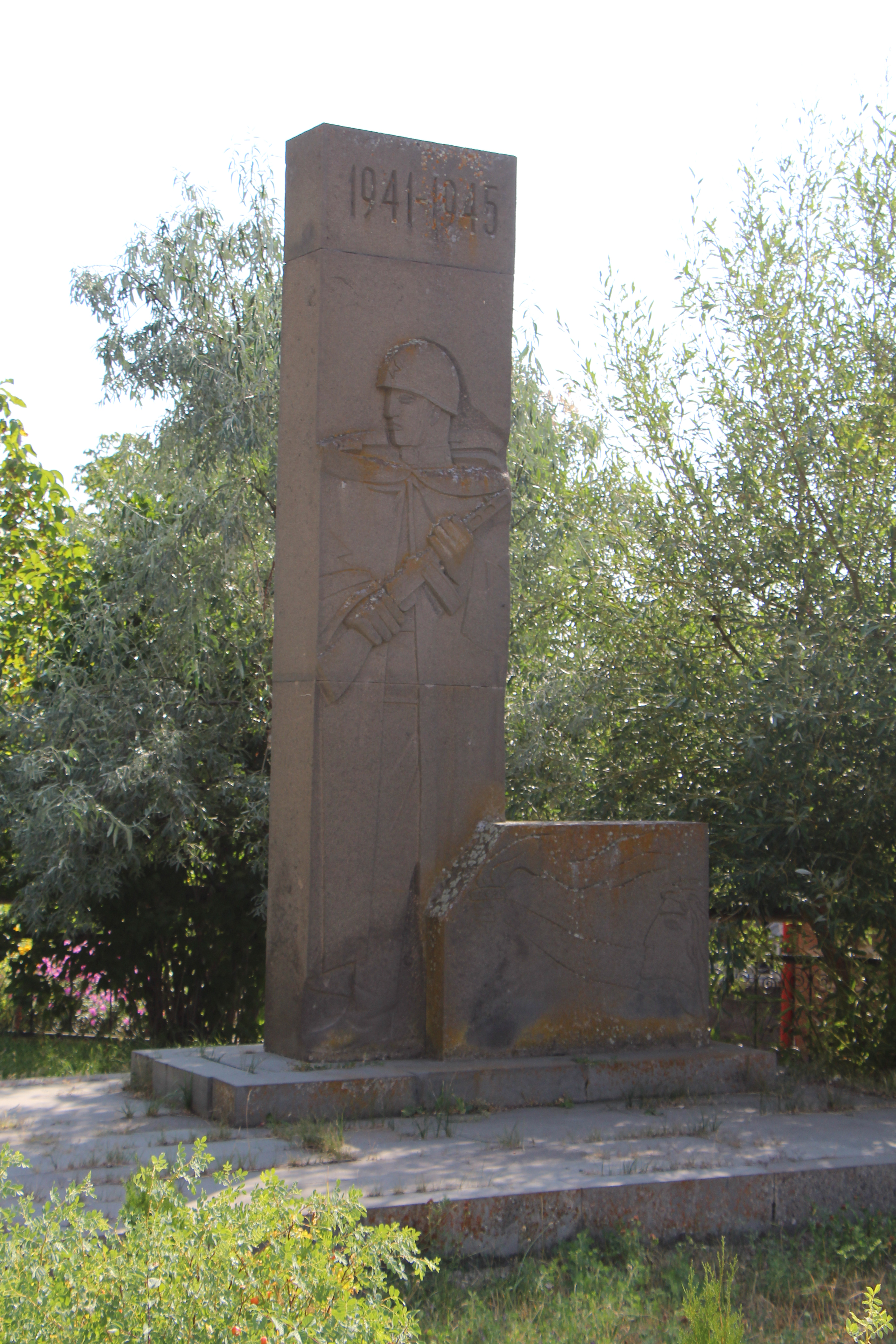